# Quentin Burdick
Quentin Northrup Burdick (ur. 19 czerwca 1908 w Munich, zm. 8 września 1992 w Fargo) – amerykański prawnik i polityk, demokrata. Senator Stanów Zjednoczonych z Dakoty Północnej w latach 1960–1992 oraz członek Izby Reprezentantów Stanów Zjednoczonych z tego stanu w latach 1959–1960. W chwili śmierci trzeci najstarszy wiekiem spośród senatorów (starsi byli Strom Thurmond i Robert Byrd).

## Młodość, życie rodzinne i edukacja
Quentin Burdick urodził się w Munich w stanie Dakota Północna jako najstarszy z trojga dzieci Ushera Lloyda Burdicka and Emmy Cecelii Robertson. Jego ojciec był republikańskim politykiem, pełniącym funkcję zastępcy gubernatora Dakoty Północnej (w latach 1911–1913) oraz członka Izba Reprezentantów Stanów Zjednoczonych (w latach 1935–1959). Jego matka była córką pierwszego białego osadnika w części Dakoty Północnej leżącej na zachód od Park River. Był bratem Eugene’a Allana Burdicka, który to był sędzią w Piątym Okręgu Sądowym Dakoty Północnej (w latach 1953–1978). Jego siostra Rosemary wyszła za mąż za Roberta Leveringa – członka Izba Reprezentantów z Ohio (w latach 1959–1961).
W 1910 Burdick przeprowadził się wraz z rodziną do Williston, gdzie jego ojciec zajmował się praktyką prawa oraz rolnictwem. Jako dziecko uwielbiał ujarzmiać dzikie konie na ranczu ojca. Uczęszczał do lokalnej szkoły Williston High School, którą ukończył w 1926, będąc przewodniczącym klasy i kapitanem drużyny futbolu amerykańskiego.
Burdick studiował na Uniwersytecie Minnesota, gdzie w 1931 otrzymał tytuł Bachelor of Arts. W trakcie studiów grał w drużynie futbolu amerykańskiego na pozycji blocking back oraz był przewodniczącym bractwa Sigma Nu. W trakcie gry w futbol doznał kontuzji kolana, która zdyskwalifikowała go ze służby wojskowej podczas II wojny światowej. W 1932 ukończył prawo w Szkole Prawa Uniwersytetu Minnesoty, po czym został adwokatem.

## Początki kariery
Na początku swojej kariery Burdick dołączył do kancelarii prawnej ojca w Fargo, gdzie w latach wielkiego kryzysu doradzał farmerom, którym groziło zajęcie nieruchomości obciążonych hipoteką. W 1933 poślubił Marietta’ę Janecky, która zmarła jednak w 1958. Mieli jednego syna i trzy córki.
Jak jego ojciec, Burdick stał się aktywny politycznie i dołączył do Ligi Bezpartyjnych powiązanej wówczas z Partią Republikańską. Jako kandydat Ligi, bez sukcesu ubiegał się o stanowisko prokuratora generalnego Dakoty Północnej w 1934 i 1940, senatora Senatu Dakoty Północnej z Hrabstwa Cass w 1936 oraz zastępcy gubernatora w 1942.
W kolejnych latach Burdick stał się orędownikiem nawiązania sojuszu przez Ligę Bezpartyjnych z Partią Demokratyczną. Następnie, już jako demokrata ubiegał się o stanowisko gubernatora Dakoty Północnej w 1946, lecz znów bezskutecznie. Był delegatem wiceprezydenta Stanów Zjednoczonych Henry’ego Wallace’a, który z ramienia Partii Postępowej kandydował w wyborach prezydenckich w 1948.
W 1956 Liga Bezpartyjnych stała się częścią nowo utworzonej Demokratyczno-NPL Partii Dakoty Północnej. W tym samym roku, ubiegając się o stanowisko w Senacie Stanów Zjednoczonych, Burdick poniósł swoją szóstą i ostatnią wyborczą porażkę. Przegrał z kandydatem republikanów Miltonem Youngiem.

## Kariera w kongresie

### Izba reprezentantów
Wiosną 1958, ojciec Quenitna Burdicka – Usher Burdick bojąc się, że niezostanie wybrany w prawyborach Republikanów zaproponował wycofanie swojej kandydatury, jeśli Liga Bezpartyjnych poprze w prawyborach jego syna jako kandydata Demokratyczno-NPL Partii Dakoty Północnej na jego stanowisko w Izbie Reprezentantów. W kwietniu Quentin otrzymał poparcie Ligi Bezpartyjnych, a następnie został wybrany członkiem Izby. Był pierwszym kandydatem swojej partii wybranym do Izby Reprezentantów z Dakoty Północnej.
Podczas trwania kadencji był członkiem komitetu spraw wewnętrznych i spraw terytoriów zależnych, gdzie organizował Garrison Diversion Project mający na celu dostarczenie wody z rzeki Missouri do Dakoty Północnej. Otrzymał wysokie oceny za swoją pracę od związków zawodowych oraz organizacji politycznej Americans for Democratic Action. W swojej pierwszej przemowie Burdick, będący przeciwnikiem polityki rolnej administracji Eisenhowera, wezwał do rezygnacji Sekretarza Rolnictwa Ezra Tafta Bensona.

### Senat
Po śmierci senatora Williama Langera w listopadzie 1959, Burdick ubiegał się w przedterminowych wyborach (odbywających się 28 czerwca 1960) o jego stanowisko na pozostałe cztery i pół roku kadencji. Jego Republikańskim przeciwnikiem był gubernator John E. Davis. W trakcie kampanii Burdick otrzymał silne poparcie od National Farmers Union. Jego sloganem wyborczym było „Pokonaj Bensona z Burdickiem” (ang. „Beat Benson with Burdick”), odnoszące się do Sekretarza Rolnictwa Bensona, którego polityka była niepopularna wśród stanowych farmerów pszenicy. Burdick pokonał Davisa 1.118 głosami.
W roku wyborów, Burdick ożenił się po raz drugi, poślubiając Jocelyn Birch Peterson. Mieli razem jednego syna.
8 sierpnia 1960 Burdick zrezygnował z miejsca w Izbie Reprezentantów i został zaprzysiężony jako członek Senatu Stanów Zjednoczonych. Był ponownie wybierany w każdych kolejnych wyborach, będąc senatorem aż do swojej śmierci w 1992.
Burdick otrzymał pseudonim „Król wieprzowiny” – za skupianie się w swojej działalności legislacyjnej praktycznie wyłącznie na sprowadzaniu funduszy federalnych do Dakoty Północnej, która była stanem rolniczym, biednym i mniej rozwiniętym niż inne stany.

## Śmierć
Zmarł w wieku 84 lat dnia 8 września 1992 w szpitalu St. Luke’s w Fargo – na skutek ustania akcji serca. Po śmierci Burdicka wdowa po nim – Jocelyn Burdick – została wyznaczona przez gubernatora George’a Sinnera jako senator do czasu wyłonienia następcy w wyborach uzupełniających (sama o mandat w tych wyborach się nie ubiegała).